# أناستازيا فوينوفا
أناستازيا فوينوفا (الروسية: Войнова, Анастасия Сергеевна) (و. 1993  م) هي دراجة روسية، ولدت في تولا، روسيا، شاركت في ركوب الدراجات في الألعاب الأولمبية الصيفية 2016.

## جوائز
حصلت على جوائز منها:
- ميدالية ترتيب الاستحقاق الوطني في روسيا الدرجة الأولى  [لغات أخرى]‏
- السيد المكرم لرياضة روسيا [الإنجليزية]‏

## روابط خارجية
- أناستازيا فوينوفا على موقع الاتحاد الدولي للدراجات (الإنجليزية)
- أناستازيا فوينوفا على موقع أرشيف الدراجات (الإنجليزية)
- أناستازيا فوينوفا على موقع CycleBase (الإنجليزية)
- أناستازيا فوينوفا على موقع أوليمبيديا (الإنجليزية)